# Bolhapiac

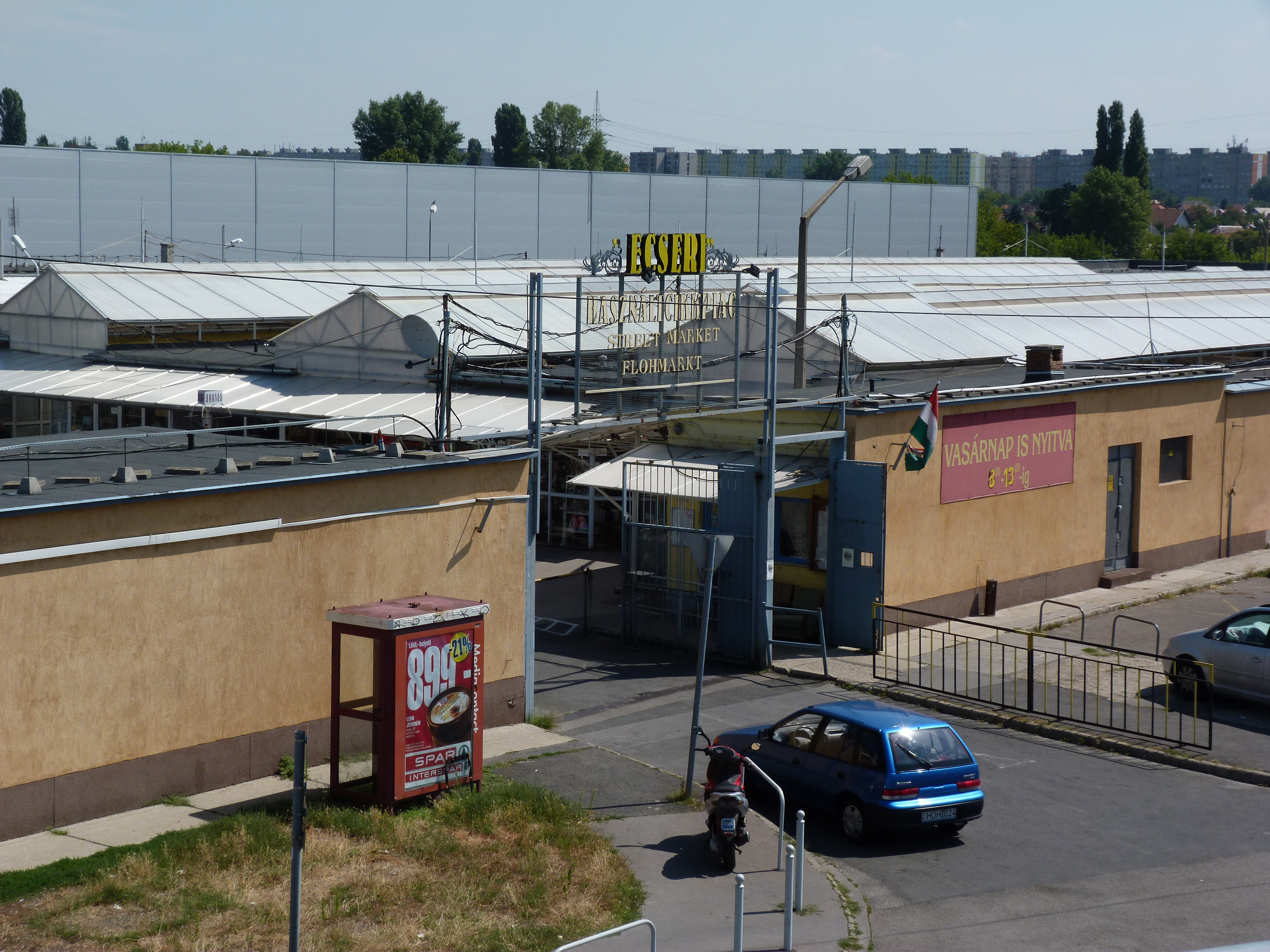
Ecseri használtcikk-piac

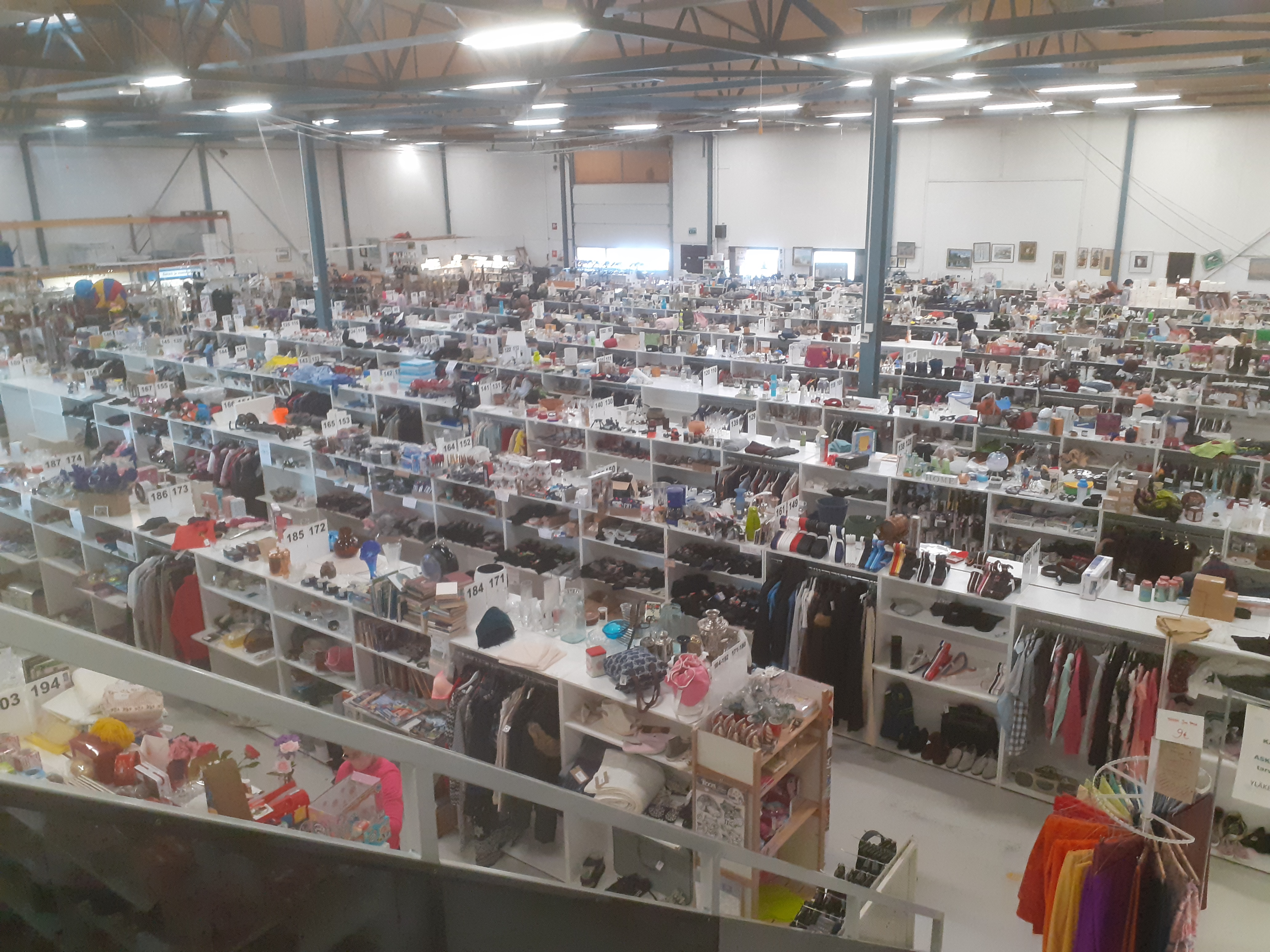
Viirin Kirppis, bolhapiac a finn Klaukkalában

A bolhapiac  használtcikkekre szakosodott, elsősorban magánemberek közötti árucserére szolgáló piacforma. Egy bolhapiacon megtalálhatóak feleslegessé vált használati tárgyak, régiségek, gyűjtemények, könyvek, apróságok melyekre szabadon alkudhatunk vagy cserélhetünk is. Ez a kereskedelmi forma világszerte népszerű, és sok nagyváros turistalátványossága a maga színes forgatagával.

## Eredete
Az első bolhapiac Párizs elővárosában alakult ki a 17. század végén. A piac köznépi elnevezése marché aux puces, azaz bolhás piac volt, mivel az eladni kínált használt ruhák és bútorok olykor bolhákat is tartalmaztak. Egyéb magyar elnevezései: zsibvásár, ócskapiac, ószer.
A rugalmas ár és a nagy választék hamar világszerte népszerűvé tette az ilyenforma kereskedelmet.

## Felépítése
Alkalmi, állandó és tematikus bolhapiacok egyaránt léteznek. A helypénz befizetése után bárki szabadon kereskedhet, akár néhány termékkel is. Az árak rugalmasak; sokak számára az alkudozás teszi igazán érdekessé a vásárlást. A nagyobb városoknak általában van állandó, nagy múltra visszatekintő bolhapiaca. Kisebb városokban a művelődési házakban vagy főtereken szervezett alkalmi bolhapiacokon szabadulhatunk meg megunt dolgainktól. A gyűjtők, például a vasútmodellezés szerelmesei gyakran szerveznek maguknak tematikus bolhapiacokat.
Az utóbbi időben egyre népszerűbbek az önkiszolgáló bolhapiacok, ahol a helypénz (polcpénz, polcbérlet) megfizetését követően az egyedileg azonosított termékek értékesítéséről az eladó személyes közreműködése nélkül is gondoskodnak az üzemeltetők.

## Bolhapiacok Budapesten

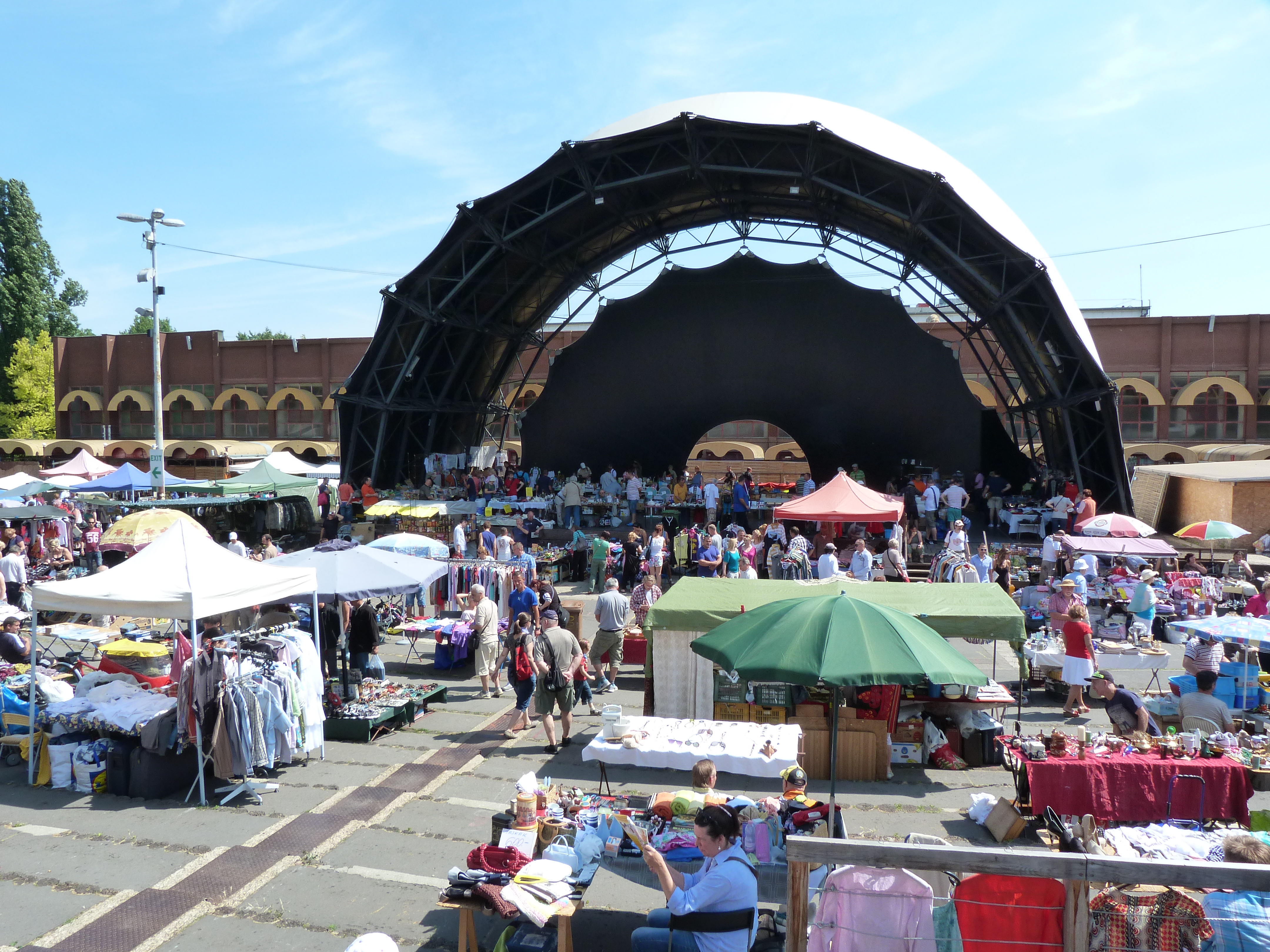
Bolhapiac – Petőfi Csarnok (2014)

Elsőként a józsefvárosi Teleki László téren nyílt használt cikkek kiskereskedelmével foglalkozó állandó vásár 1897-ben. A közkedvelt helyet a pesti szleng Tangónak hívta. 1950-ben a hajdani rosszhírű Mária Valéria telep mellé, a mai József Attila lakótelep közelébe, az Ecseri útra költöztették. A jelenlegi Nagykőrösi út 156. alatti telken 1964 óta üzemel.
A Tangó szellemiséghez inkább a Petőfi Csarnokban 1985–2016 között működött legendás piac állt közelebb. A Nagykőrösi úti Ecseri piacon ma már szinte kizárólag értékes régiség kapható az erre szakosodott műkincskereskedőktől, ezért utóbbi igen népszerű a tehetős turisták körében. Az Ecseri a köznyelvbe is bekerült mint az illegális termékek tipikus beszerzési helye. Egy időben A 2-es metró Puskás Ferenc Stadion metróállomás nevű megállójához közeli hírhedt Verseny utcai piac, hivatalosan Novák piac (Dózsa György út 3.) 1998 és 2009 között működött. Utódjaként emlegetik a Bakancsos utcai piacot (Flamingó vásártér). Budapest legújabb bolhapiaca 2011-ben nyílt a Terézvárosban (Budapest VI. ker., Dessewfy utca 2.). A 2010-es években terjedtek el a nyugati Charity Shop-ok mintájára honosított adományboltok, ahol az ingyen leadott, megunt háztartási eszközök, használati tárgyak és ruhaneműk lakosság részére történő újraértékesítésével foglalkoznak.

## Bolhapiacok külföldön

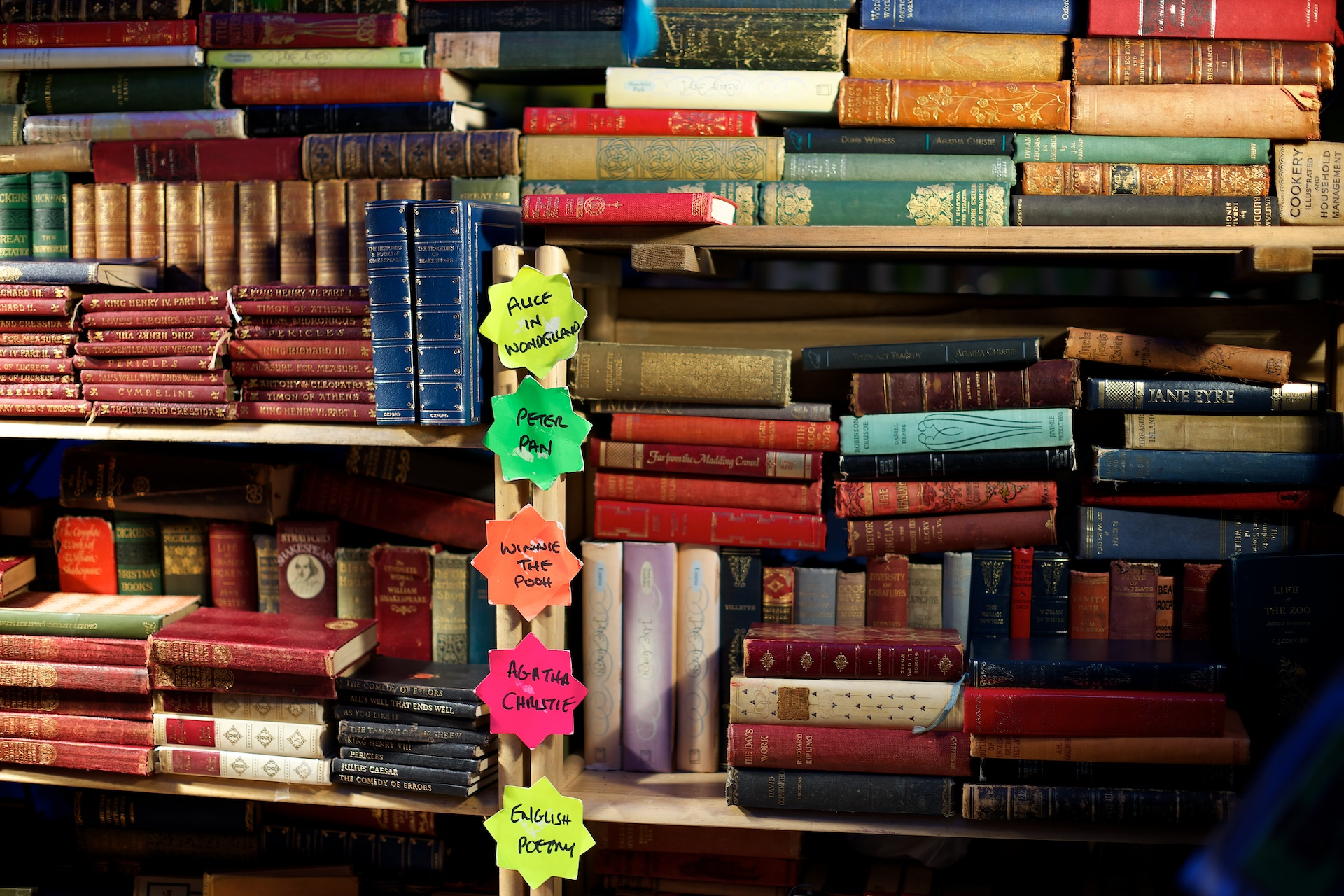
Könyvek a londoni Portobello Road bolhapiacán

Számos külföldi városban működnek nevezetes bolhapiacok, például Londonban a Portobello Roadon.